# Leonardo Ulloa
Leonardo Ulloa (General Roca, Argentína, 1986. július 26. –) argentin labdarúgó, az Premier League-ben  szereplő Leicester City csatára, de kölcsönben a Brighton & Hove Albionban szerepel. A 16-os mezszámot kapta ideiglenes klubjánál.

## Pályafutása
Pályafutását az alsóbb osztályú Comisión de Actividades Infantiles nevű csapatnál kezdte, majd innen került a San Lorenzo csapatához. Az itt töltött két év alatt sikerült bajnoki címet szereznie. Ezt követően az Arsenal Sarandí együttese következett, mellyel Copa Sudamericana-győztesnek vallhatja magát, igaz mindössze fél szezont játszott itt. 2008-ban került át Spanyolországba, itt alsóbb osztályú csapatoknál játszott, ismertséget az Almeríánál eltöltött három év, és a másodosztályú gólkirályi cím hozott számára. Ezután előbb a Brighton & Hove Albion FC, majd a Leicester City következett. Utóbbi csapatot előbb bent maradáshoz segítette a feljutást követő 2014-15-ös szezonban, majd 2015-16-os idényben a klub első bajnoki címéhez.

## Sikerei, díjai

### Klub
San Lorenzo
- argentin bajnok: Clausura (2007)

Arsenal Sarandí
- Copa Sudamericana: 2007

Leicester City
- Premier League: 2015-16

### Egyéni
Almería
- Segunda División: Gólkirály 2010-11

### Statisztika
| Club                   | Szezon         | Bajnokság                  | Bajnokság | Bajnokság | Kupa     | Kupa  | Ligakupa | Ligakupa | Más      | Más   | Összesen | Összesen |
| Club                   | Szezon         | Osztály                    | Mérkőzés  | Gólok     | Mérkőzés | Gólok | Mérkőzés | Gólok    | Mérkőzés | Gólok | Mérkőzés | Gólok    |
| ---------------------- | -------------- | -------------------------- | --------- | --------- | -------- | ----- | -------- | -------- | -------- | ----- | -------- | -------- |
| C.A.I.                 | 2002–03        | Primera B Nacional         | 2         | 0         | —        | —     | —        | —        | —        | —     | 2        | 0        |
| C.A.I.                 | 2003–04        | Primera B Nacional         | 5         | 1         | —        | —     | —        | —        | —        | —     | 5        | 1        |
| C.A.I.                 | Összes         | Összes                     | 7         | 1         | —        | —     | —        | —        | —        | —     | 7        | 1        |
| San Lorenzo            | 2004–05        | Argentine Primera División | 0         | 0         | —        | —     | —        | —        | —        | —     | 0        | 0        |
| San Lorenzo            | 2005–06        | Argentine Primera División | 12        | 1         | —        | —     | —        | —        | —        | —     | 12       | 1        |
| San Lorenzo            | 2006–07        | Argentine Primera División | 19        | 2         | —        | —     | —        | —        | —        | —     | 19       | 2        |
| San Lorenzo            | Összes         | Összes                     | 31        | 3         | —        | —     | —        | —        | —        | —     | 31       | 3        |
| Arsenal Sarandí        | 2007–08        | Argentine Primera División | 12        | 3         | —        | —     | —        | —        | —        | —     | 12       | 3        |
| Arsenal Sarandí        | Összes         | Összes                     | 12        | 3         | —        | —     | —        | —        | —        | —     | 12       | 3        |
| Olimpo                 | 2007–08        | Argentine Primera División | 14        | 3         | —        | —     | —        | —        | —        | —     | 14       | 3        |
| Olimpo                 | Összes         | Összes                     | 14        | 3         | —        | —     | —        | —        | —        | —     | 14       | 3        |
| Castellón              | 2008–09        | 40                         | 16        | 0         | 0        | —     | —        | —        | —        | 40    | 16       |          |
| Castellón              | 2009–10        | Segunda División           | 38        | 15        | 0        | 0     | —        | —        | —        | —     | 38       | 15       |
| Castellón              | Összes         | Összes                     | 78        | 31        | 0        | 0     | —        | —        | —        | —     | 78       | 31       |
| Almería                | 2010–11        | La Liga                    | 34        | 7         | 6        | 6     | —        | —        | —        | —     | 40       | 13       |
| Almería                | 2011–12        | Segunda División           | 38        | 28        | 2        | 1     | —        | —        | —        | —     | 40       | 29       |
| Almería                | 2012–13        | Segunda División           | 18        | 4         | 4        | 2     | —        | —        | —        | —     | 22       | 6        |
| Almería                | Összes         | Összes                     | 90        | 39        | 12       | 9     | —        | —        | —        | —     | 102      | 48       |
| Brighton & Hove Albion | 2012–13        | Championship               | 17        | 9         | 1        | 1     | 0        | 0        | 2        | 0     | 20       | 10       |
| Brighton & Hove Albion | 2013–14        | Championship               | 33        | 14        | 2        | 2     | 1        | 0        | 2        | 0     | 38       | 16       |
| Brighton & Hove Albion | Összes         | Összes                     | 50        | 23        | 3        | 3     | 1        | 0        | 4        | 0     | 58       | 26       |
| Leicester City         | 2014–15        | Premier League             | 37        | 11        | 3        | 2     | 0        | 0        | —        | —     | 40       | 13       |
| Leicester City         | 2015–16        | Premier League             | 27        | 6         | 2        | 0     | 2        | 0        | —        | —     | 31       | 6        |
| Leicester City         | Összes         | Összes                     | 64        | 17        | 5        | 2     | 2        | 0        | —        | —     | 71       | 19       |
| Karrier összes         | Karrier összes | Karrier összes             | 342       | 117       | 20       | 14    | 3        | 0        | 4        | 0     | 369      | 134      |

## Fordítás
Ez a szócikk részben vagy egészben  a   Leonardo Ulloa című angol Wikipédia-szócikk fordításán alapul.  Az eredeti cikk szerkesztőit annak laptörténete sorolja fel. Ez a jelzés csupán a megfogalmazás eredetét és a szerzői jogokat jelzi, nem szolgál a cikkben szereplő információk forrásmegjelöléseként.